# Format cabinet
Pour les articles homonymes, voir Cabinet.
Ne doit pas être confondu avec Cabinet (format de fichier).
Un format cabinet, une carte cabinet, une photo-carte format cabinet, un portrait format cabinet, désignent, en français, une épreuve photographique tirée sur papier sensible d'une dimension de 10 × 15 cm en moyenne, présentée contrecollée sur carton fort, originellement destinée à la représentation de paysages ou de monuments, puis, progressivement, de personnes, seule ou en groupe. 
Les dimensions de la carte en elle-même sont de 10,8 × 16,5 cm. Elle peut être imprimée des deux côtés (signature du studio, mention publicitaire, date, etc.). C'est la version en plus grand format du portrait carte-de-visite.
Ce type particulier de production iconographique apparaît en Grande-Bretagne à la fin des années 1860, puis se développe de façon industrielle durant le dernier quart du XIXe siècle principalement en Allemagne et aux États-Unis, et gagne l'ensemble du monde.

## Histoire

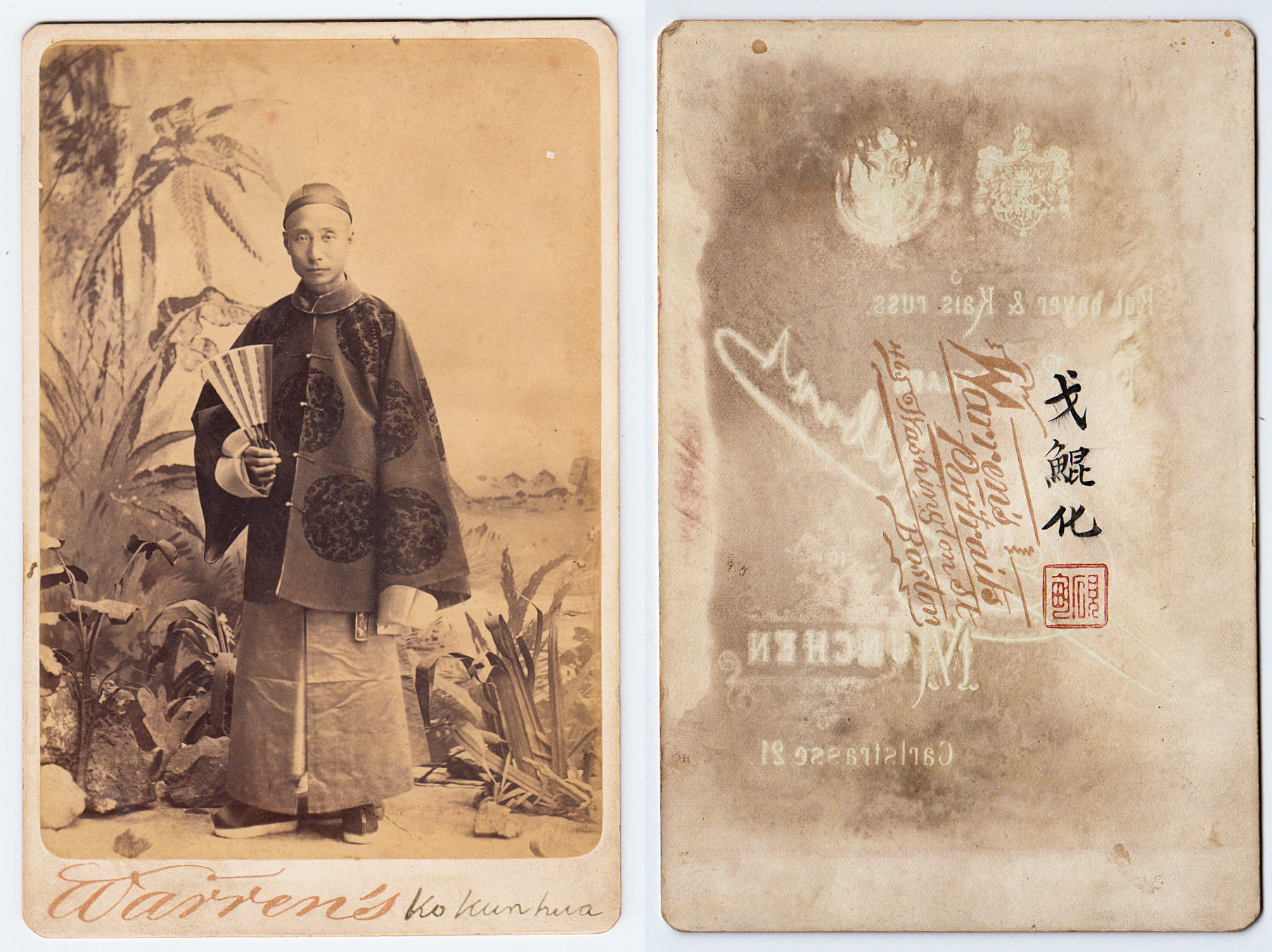
Photo de Ko K'un-hua, en portrait format cabinet, par George Kendall Warren à Boston vers 1880 : le revers montre que le studio a réutilisé un support-carton d'origine allemande.

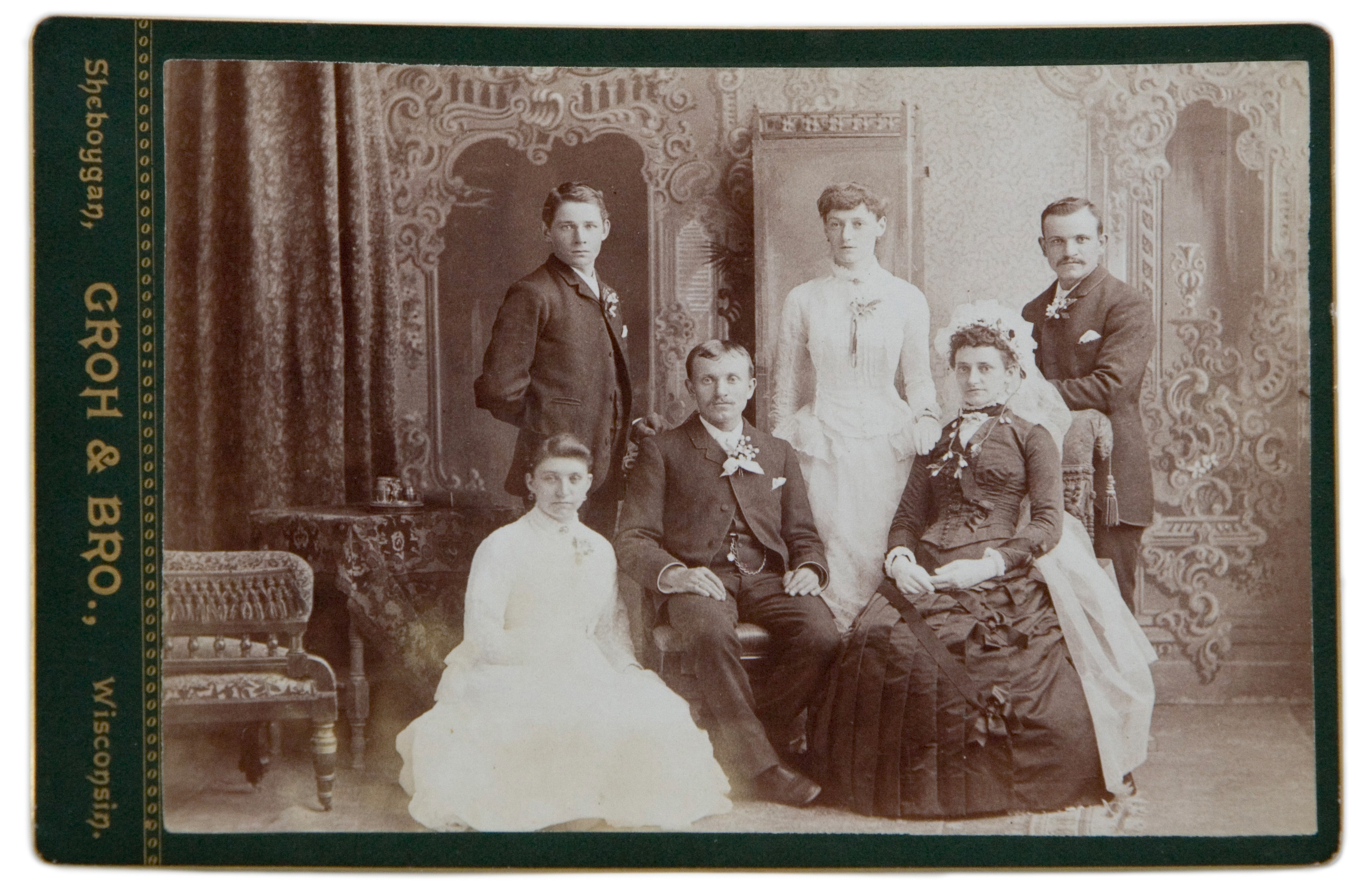
Un mariage vers 1885 dans le Wisconsin : le format paysage et cabinet permet de réaliser un portrait de groupe.

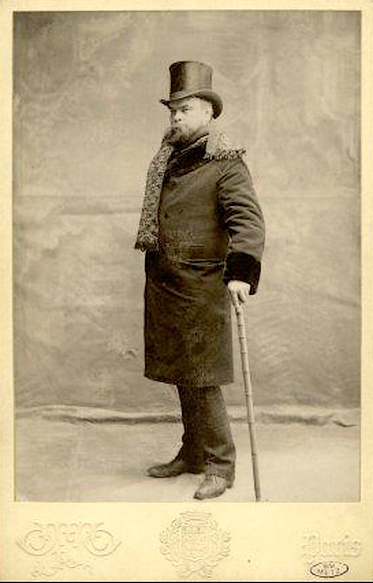
Portrait en pied de Paul Verlaine photographié en 1893 au format cabinet par les studios d'Otto Wegener (Paris).

De même que Disdéri déposa un brevet international en 1854 pour l'invention du portrait carte-de-visite (abrégé « CDV »), et qui, avec le tirage multiple, permit d'abaisser le coût de revient de la production du portrait photographique pour une grande partie de la bourgeoisie, garantissant ainsi son succès phénoménal, le détournement du format cabinet (abrégé « CAB ») à des fins de portraits prit du temps, essentiellement pour des raisons économiques et techniques : son développement sensible se produit dans les années 1880 quand le tirage sur papier albuminé cède la place au papier gélatino-argentique et devient rentable. Le mot « cabinet » possède d'ailleurs une forte connotation aristocratique puisqu'il provient de l'expression française « cabinet de curiosités », et qu'au XVIIIe siècle, par exemple, il est alors d'usage de qualifier « au format cabinet » des gravures destinées aux collections des notables mais de dimensions supérieures (majoritairement 35 × 50 cm).
Les premiers essais d'épreuves photographiques de grandes dimensions sont l'œuvre de George Wharton Simpson (1825-1880) et de George Washington Wilson (1823–1893), deux Britanniques qui destinent d'abord ce format à la représentation photographique de paysages ou monumentale. L'épreuve est obtenue par le biais du procédé carbon print, promis à un grand avenir parce qu'il permet d'obtenir des nuances très contrastées. Wilson fut dès 1860 le photographe attitré de la reine Victoria en Écosse. Aux États-Unis, le photographe Mathew Brady obtient dès 1864 des résultats similaires pour son fameux portrait d'Abraham Lincoln, et la mode prend après la guerre de Sécession.
Une personne seule peut être cadrée en buste, à mi-corps (serré ou élargi) et en pied, mais plus rarement en visage gros plan.
Le portrait en format cabinet est produit à partir des années 1870 par un studio photographique qui dispose du matériel nécessaire : la chambre photographique pour produire le cliché sur plaque de verre, les produits chimiques destinés au tirage du négatif et de l'épreuve sur papier, le cartonnage. Le coût est élevé et cible les membres de la haute bourgeoisie. L'instant de la pose pouvait donner lieu à des mises en scène parfois fantaisistes, de même qu'au moment du développement (détourage, vignettage, photomontage, etc.). Les studios conservaient les clichés sur verre et ainsi les clients pouvaient obtenir de nouvelles cartes à la demande. En France, l'un des principaux studios est celui d'Antoine Lumière à Lyon qui se distingue durant les expositions universelles de 1873 et 1878. Puis Nadar, Otto Wegener et bien d'autres adoptent ce format. La vogue est telle que Rimbaud, par exemple, veut en lancer la production, sans succès, lors de son séjour au Harar en 1882-1883.
Durant le dernier quart du XIXe siècle, le format se popularise : on constate que les albums destinés à contenir des portraits photographiques proposent à la fois des emplacements pour portrait carte-de-visite et pour portrait au format cabinet. Souvent l'exécution du portrait comportait un forfait pour plusieurs poses en cartes de visite et un tirage en format cabinet. Durant les années 1890, de nouvelles machines utilisant la lumière électrique font leur apparition en Allemagne et en Amérique, comprenant d'un côté les rouleaux de papier sensible, de l'autre les plaques de négatifs : le volume de production sur une journée peut alors atteindre plus de 100 000 épreuves.
Disparu à l'usage dans les années 1920 avec le développement du tirage instantané non contrecollé, le format cabinet destiné à un album marquait souvent les grandes étapes de l'histoire d'un individu ou d'une famille : naissance (le bébé), diplôme, fiançailles, mariage, service militaire, lit de mort, etc. Il fait désormais l'objet de collection et témoigne d'une époque et de techniques révolues en Occident, mais qui perdurèrent et se diffusèrent longtemps : par exemple au Mali, le travail des photographes Seydou Keïta et Malick Sidibé révèlent un dispositif technique identique.
Il est très proche du format A6.